# Le Château du rêve
Le Château du rêve est une mélodie d'Augusta Holmès composée en 1902.

## Composition
Augusta Holmès compose Le Château du rêve en 1902, sur un poème qu'elle écrit elle-même. Il existe deux versions de l'œuvre : l'une en ré  majeur, l'autre en mi  majeur. Elle a été publiée aux éditions Grus.

## Réception
Le Figaro publie la mélodie en 1903 dans ses pages musicales.